# 이탈루 모레이라 바르셀루스
이탈루 모레이라 바르셀루스(포르투갈어: Italo Moreira Barcelos, 1997년 3월 8일 ~ )는 브라질의 축구 선수로 현재 대한민국 K리그1의 제주 유나이티드FC에서 미드필더로 활약 중이며 K리그 등록명은 이탈로이다.

## 클럽 경력

### K리그이전
자국의 2부 리그인 세리이 B의 노다 시다지에서 데뷔했으나 주로 세리이 C와 세리이 D 등에서 임대 선수로 활동했고 이후로도 세리이 C와 세리이 D 등을 계속 전전했다.

### 제주 유나이티드
2024 시즌을 앞두고 대한민국 K리그1의 제주 유나이티드로 이적하여 강원 FC와의 2024년 K리그1 개막전에서 K리그1 데뷔골이자 극적인 동점골을 터뜨리며 성공적인 데뷔 무대를 치렀다.

## 참고 문헌
- “이탈루 모레이라 바르셀루스”. 《제주 유나이티드 FC》. 제주유나이티드에프씨.